# Pewny Irén
Pewny Irén, Futtakyné Pewny Irén, Futtaky Gyuláné, Bruchsteiner Imréné (külföldön Irene Pewny) (Zimony, 1866. április 17. – Budapest, 1916. december 29.) opera-énekesnő (szoprán), Pewny Olga nővére.

## Életútja
Pewny Móric és Schlesinger Anna leánya. 15 éves korában a bécsi konzervatóriumban képeztette hangját, majd Gansbachernél fejezte be tanulmányait, ahol az arany emlékérmet egyhangúlag neki ítélték oda. Ezután megkezdte diadalmas pályafutását. Szerepelt Hamburg, Frankfurt am Main, München (3 évig) és Hannover elsőrendű operai együtteseiben. Innen Amerikába ment és ott is gyorsan hódított. Hazatérve, egy csapással meghódította a magyar közönséget is. 1895. május havától 1902. augusztus haváig a Magyar Királyi Opera tagja volt; első fellépése Erkel »Hunyadi László«-jában volt, mint Szilágyi Erzsébet és kivált a »La Grange-ária« bravúros eléneklésével döntő sikert ért el. Több mint 80 szerepe volt a szubrett, koloratúr, lírai és drámai szakmakörből. (A házi tücsök: Dot; »A nürnbergi mesterdalnokok«: Éva, stb.)
Első férje Futtaky Gyula hírlapíró volt, akivel 1895. október 31-én Budapesten, az Erzsébetvárosban kötött házasságot. 1901. június 19-én Budapesten, szintén az Erzsébetvárosban a nála hat évvel fiatalabb Bruchsteiner Imre (Ármin) gyároshoz ment nőül. Ezután csak a hangverseny-dobogóról élvezhették néha-néha nagyterjedelmű, melegfényű hangját, leginkább jótékonycélú est keretében.
Második férjével közös sírja a Kozma utcai izraelita temetőben található.

## Szerepei
- Adolphe Adam: A lonjumeau-i postakocsis – Madeleine
- Aggházy Károly: Maritta, a korsós madonna – Maritta
- Auer Károly: Corvin Mátyás – Ilona
- Ludwig van Beethoven: Fidelio – Marzelline
- Georges Bizet: Carmen – Micaëla
- Gustave Charpentier: Louise – Camille
- Gaetano Donizetti: Az ezred lánya – Marie
- Erkel Ferenc: Hunyadi László – Szilágyi Erzsébet
- Erkel Ferenc: Bánk bán – Melinda
- Goldmark Károly: A házi tücsök – May Fielding
- Jacques Fromental Halévy: A zsidónő – Eudoxia hercegnő
- Hubay Jenő: A cremonai hegedűs – Giannina
- Engelbert Humperdinck: Jancsi és Juliska – Juliska
- Ruggero Leoncavallo: Bajazzók – Nedda
- Ruggero Leoncavallo: Bohémek – Mimì
- Albert Lortzing: A fegyverkovács – Marie
- Heinrich Marschner: Hans Heiling – Anna
- Giacomo Meyerbeer: A hugenották – Valois Margit
- Giacomo Meyerbeer: Ördög Róbert – Izabella
- Wolfgang Amadeus Mozart: Figaro lakodalma – Cherubino
- Wolfgang Amadeus Mozart: Don Juan – Zerlina
- Wolfgang Amadeus Mozart: A varázsfuvola – Az Éj királynője
- Gioachino Rossini: Tell Vilmos – Mathilde
- Franz von Suppé: Tíz leány és egy férj sem – Limonia
- Giuseppe Verdi: A trubadúr – Leonora
- Giuseppe Verdi: Rigoletto – Gilda
- Giuseppe Verdi: Álarcosbál – Oscar
- Richard Wagner: A nürnbergi mesterdalnokok – Eva
- Richard Wagner: A Nibelung gyűrűje – Waltraute; Woglinde; Gerhilde; Az erdei madár hangja
- Carl Maria von Weber: A bűvös vadász – Annuska